# بيتاكسولول
بيتاكسولول (بالإنجليزية: Betaxolol)‏ هو أحد حاصرات مستقبلات بيتا 1 الانتقائية المستخدمة في علاج ارتفاع ضغط الدم والماء الأزرق. كونها انتقائية لمستقبلات بيتا 1، عادةً ما يكون لها آثار جانبية جهازية أقل من حاصرات بيتا غير الانتقائية، على سبيل المثال، لا تسبب تشنج قصبي (بوساطة مستقبلات بيتا 2) كما قد يسببه تيمولول. يُظهر بيتاكسولول أيضًا تقاربًا أكبر لمستقبلات بيتا 1 من ميتوبرولول. بالإضافة إلى تأثيره على القلب، يقلل بيتاكسولول الضغط داخل العين. يُعتقد أن هذا التأثير ناتج عن تقليل إنتاج سائل الخلط المائي داخل العين. الآلية الدقيقة لهذا التأثير غير معروفة. يقلل انخفاض ضغط العين من مخاطر تلف العصب البصري وفقدان الرؤية لدى المرضى الذين يعانون من ارتفاع ضغط العين بسبب الماء الأزرق.

## الاستخدامات الطبية
- عن طريق الفم: لعلاج ارتفاع ضغط الدم
- طب العيون: لمعالجة الماء الأزرق
- يبدو أن الدواء له تأثير الحماية العصبية في علاج الماء الأزرق

## موانع الإستخدام
- فرط الحساسية للدواء
- المرضى الذين يعانون من بطء القلب الجيبي، إحصار القلب من الدرجة الأولى، صدمة قلبية، وقصور القلب الصريح